# كينج باور ماهناخون

كينج باور ماهناخون هي ناطحة سحاب تقع في بانكوك،تايلاند.بدأ إنشاء الناطحة في يونيو 2011 وتم إفتتاحها في ديسمبر 2016.